# Takeshi Yamaguchi
Takeshi Yamaguchi (jap. 山口 剛 Yamaguchi Takeshi; ur. 4 kwietnia 1989) – japoński zapaśnik walczący w stylu wolnym. Dwukrotny uczestnik mistrzostw świata; zajął ósme miejsce w 2013. Piąty na igrzyskach azjatyckich w 2018. Brązowy medalista mistrzostw Azji w 2015 i 2018. Trzeci w Pucharze Świata w 2018; siódmy w 2013 i ósmy w 2012 roku.
Absolwent Uniwersytetu Waseda.